# Kanton Rohan
Rohan is een voormalig kanton van het Franse departement Morbihan. Het kanton maakte deel uit van het arrondissement Pontivy.

## Geschiedenis
Het werd opgeheven bij decreet van 21 februari 2014 met uitwerking op 22 maart 2015. Hierop werd de gemeente Lantillac opgenomen in het kanton Ploërmel, de overige gemeenten gingen op in het kanton Grand-Champ.

## Gemeenten
Het kanton Rohan omvatte de volgende gemeenten:
- Bréhan
- Crédin
- Lantillac
- Pleugriffet
- Radenac
- Réguiny
- Rohan (hoofdplaats)